# Piratas y Alcaldes
Piratas y Alcaldes (checo: Piráti a Starostové) es una coalición política entre el Partido Pirata y Alcaldes e independientes en la República Checa.

## Resultados
| Año  | Presidente  | Votos   | Porcentaje       | Escaños | +/-   | Posición | Estatus  |
| ---- | ----------- | ------- | ---------------- | ------- | ----- | -------- | -------- |
| 2021 | Ivan Bartoš | 839,448 | \| \| 15.61 % \| | 37/200  | Nuevo | 3.ª      | Gobierno |
|      | 15.61 %     |         |                  |         |       |          |          |